# Дрю Фуллер
Ендрю Алан Фуллер (англ. Andrew Alan Fuller) — американський актор і колишня модель. Відомий роллю Кріса Холлівелла в серіалі «Всі жінки відьми» й солдата Тревора Лебланка в серіалі «Army Wives».

## Біографія

### Раннє життя
Дрю Фуллер 19 травня 1980, в Атертоні, Каліфорнія. Ріс в Ньюпорті, у нього є молодша сестра Гіларі. Має російські, шотландські і англійські корені. Коли Ендрю було 12 років, друг сім'ї допоміг йому з роботою у журналі «UCLA». Згодом він потрапив на обкладинку журналу.

### Кар'єра
В 16 років хлопець почав кар'єру моделі та дуже скоро став головною чоловічою моделлю в компаніях «Prada», «Club Med», й «Tommy Hilfiger». Знімався у багатьох рекламах, таких як J.Crew, Subway, Toyota і Pepsi (разом з Брітні Спірс). Дрю також знімався у кліпі «Wherever You Will Go», The Calling. Найбільшої слави він отримав за роль Кріса Холлівелла в серіалі «Всі жінки відьми». У 2007 знімався у фільмі «The Ultimate Gift». Він також грає одну з головних ролей у серіалі «Army Wives». У 2008 знявся у фільмі «The Circuit».

### Особисте життя
Дрю любить грати на фортепіано, баскетбол, теніс, також обожнює серфінг, скелелазіння та сноубордінг. Зараз проживає в Лос-Анджелесі, Каліфорнія. Ходив на побачення з Сарою Картер, акторкою. З нею він познайомився на наборі акторів на «Black Sash».

## Фільмографія
- Voodoo Academy (2000) — Паул Клеір
- One (2001) — Коул
- Backflash 2: Angels Don't Sleep Here (2001) — підліток Джіссі
- Vampire Clan (2002) — Род Феррелл
- Close Call (2003) — Сем
- Final Contract: Death on Delivery (2005) — Девід Гловер
- The Ultimate Gift (2006) — Джайсон Стівенс
- Blonde Ambition (2007) — Біллі
- Loaded (2008) — Брендон
- The Circuit (2008) — Кід Волкер

### Серіали
- Partners (1999) — Том
- Home of the Brave (2002) — Джастін Бріггс
- One Shot (2003) — він сам
- Black Sash (2003) — Нік Рід
- The O.C. (2003) — Норленд
- Good Food Live (2003) — він сам
- E! News Daily (2003) — він сам
- Всі жінки відьми (2003–2004, 2005, 2006) — Кріс Холлівелл
- The Sharon Osbourne Show (2003) — він сам
- The Wayne Brady Show (2004) — він сам
- On-Air with Ryan Seacrest (2004) — він сам
- The Brightest Sound (2005) — він сам
- Huff (2006) — Джош
- Army Wives (2007-дотепер) — Тревор Лебланк

### Кліпи
- Дженніфер Лав Г'юїтт «BareNaked» (2002)
- The Calling «Wherever You Will Go» (2001)
- Ліндсі Лоан «Over» (2005)
- Ringside «Tired of Being Sorry» (2005)